# San José de Ocoa
San José de Ocoa är en kommun i Dominikanska republiken. Den ligger i provinsen San José de Ocoa, i den centrala delen av landet, 50 km väster om huvudstaden Santo Domingo. Antalet invånare i kommunen är cirka 57 000.
Terrängen runt San José de Ocoa är huvudsakligen kuperad. San José de Ocoa ligger nere i en dal. San José de Ocoa är det största samhället i trakten. I omgivningarna runt San José de Ocoa växer huvudsakligen savannskog.